# Boleszkowice
Boleszkowice (deutsch Fürstenfelde) ist ein Dorf im Powiat Myśliborski (Soldiner Distrikt) in der polnischen Woiwodschaft Westpommern und Verwaltungszentrum der gleichnamigen Landgemeinde.

## Geographische Lage
Der Ort liegt in der Neumark, zehn Kilometer östlich der Oder und 23 Kilometer nördlich von Küstrin (Kostrzyn nad Odrą).
Durch den Ort führt die Landesstraße 31, über die nördlich Königsberg in der Neumark (Chojna) und südlich Küstrin zu erreichen sind. Der etwas außerhalb des Ortes gelegene Bahnhof liegt an der Bahnlinie Stettin – Kostrzyn. Nach Westen und Süden breitet sich ein großes Waldgebiet aus.
|  |

## Geschichte

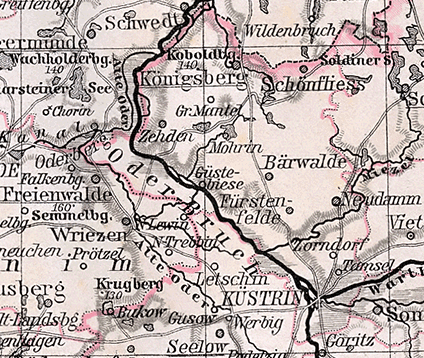
Fürstenfelde nördlich von Küstrin und südlich von Bärwalde auf einer Landkarte von 1905.

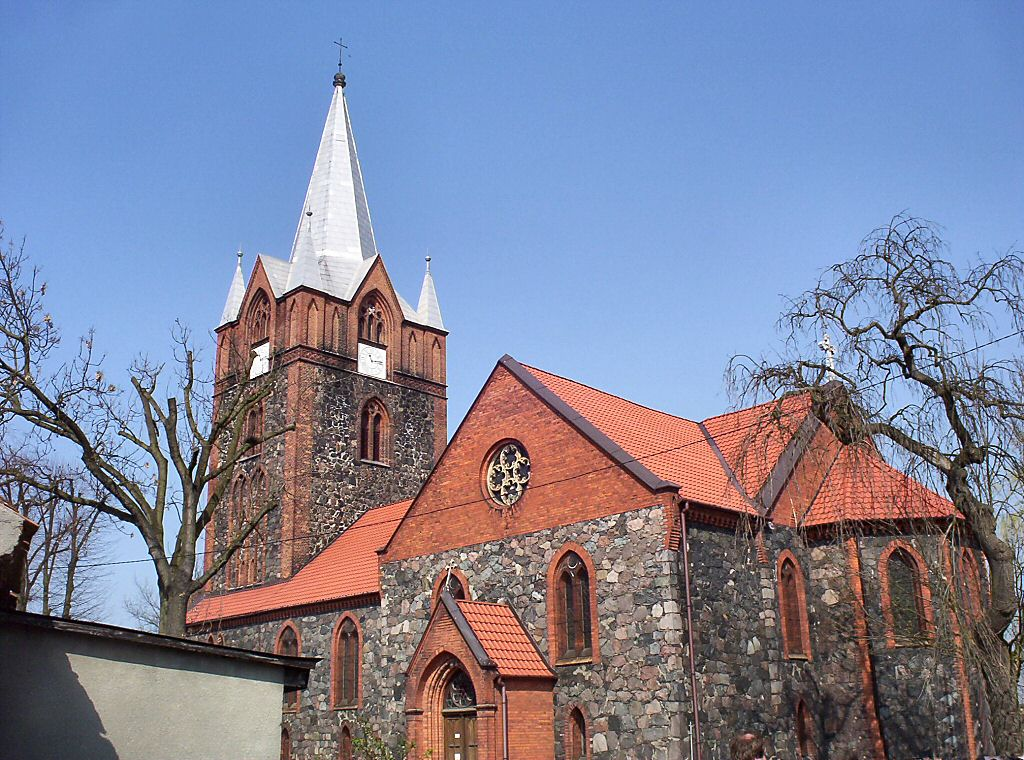
Pfarrkirche (bis 1945 evangelisch)

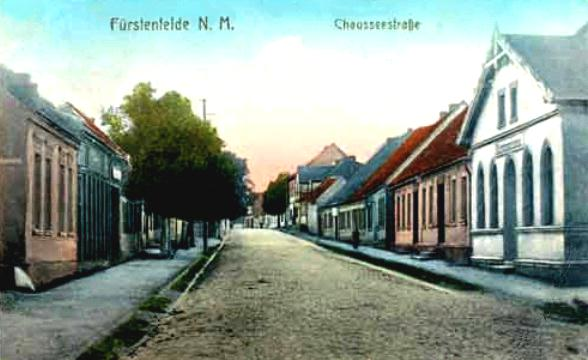
Chausseestraße um 1900

Im Jahr 1252 kam das Dorf (villa) unter dem Namen Vurstenuelde vom Erzstift Magdeburg an den Bischof von Lebus. In einem Finanzregister von 1337 wird Furstenveld als ein Städtchen (opidum) im Besitz der Familie von Uchtenhagen genannt. Die ursprünglich altmärkischen Uchtenhagen kommen als seine Lokatoren in Betracht. Seit dem Tode des Markgrafen Waldemar (1280–1319) erhob das Bistum Lebus Ansprüche auf Fürstenfelde. Im Jahre 1354 wurde ihm die Stadt dergestalt zugesprochen, dass die Markgrafen sie von den Lebuser Bischöfen zu Lehen nehmen sollten.
Am Anfang des 19. Jahrhunderts war Fürstenfelde ein vollständig offener Amts- und Marktflecken, ohne Stadtmauern und Stadttore, mit einem zum königlichen Amt Quartschen gehörigen Amtsvorwerk. Am 29. März 1814 brannte die Stadt bis auf 18 Hauser ab.
Im Jahr 1730 hatte Fürstenfelde 14 Häuser mit Ziegeldach und 85 Häuser mit Strohdach, und 1801 waren es 38 Häuser mit Ziegeldach und 95 mit Strohdach. Im Jahr 1850 gab es in der Stadt 203 Wohnhäuser, 320 Wirtschaftsgebäude und zehn gewerbliche Gebäude. Am Anfang des 20. Jahrhunderts hatte Fürstenfelde eine evangelische Kirche und war Sitz eines Amtsgerichts.
Bis 1945 gehörte Fürstenfelde zum Landkreis Königsberg Nm. im Regierungsbezirk Frankfurt der Provinz Brandenburg. Das zuständige Amtsgericht und das zuständige Finanzamt befanden sich in Küstrin.
Gegen Ende des Zweiten Weltkriegs wurde die Region mit Fürstenfelde im Frühjahr 1945 von der Roten Armee besetzt. Nach Kriegsende wurde Fürstenfelde gemäß dem  Potsdamer Abkommen der Verwaltung der Volksrepublik Polen unterstellt. Anschließend begann die Zuwanderung von Migranten, die anfangs vorwiegend aus von der Sowjetunion beanspruchten Gebieten östlich der Curzon-Linie kamen, der sogenannten Kresy. Die Stadt  wurde in Boleszkowice umbenannt. In der Folgezeit führte die örtliche polnische Verwaltungsbehörde die „wilde“ Vertreibung der einheimischen Bevölkerung durch, um sie durch Polen zu ersetzen.
Im Jahr 1972 verlor die Ortschaft das Stadtrecht und wurde zu einer Landgemeinde herabgestuft.

### Demographie
| Jahr | Einwohner | Anmerkungen |
| ---- | --------- | --- |
| 1730 | 775       | [ 4 ] |
| 1801 | 1022      | davon 17 Juden                                                                                                 |
| 1802 | 1022      | [ 7 ] |
| 1816 | 1100      | davon 1060 Evangelische, drei Katholiken und 37 Juden (zwei Schullehrer und -lehrerinnen)                      |
| 1821 | 1309      | in 138 Privatwohnhäusern                                                                                       |
| 1850 | 1943      | darunter ein Katholik und 29 Juden                                                                             |
| 1867 | 2337      | am 3. Dezember                                                                                                 |
| 1871 | 2191      | am 1. Dezember, darunter 2154 Evangelische, zwei Katholiken, sieben sonstige Christen, 28 Juden, ein Sonstiger |
| 1875 | 2246      | [ 6 ] |
| 1880 | 2198      | [ 6 ] |
| 1900 | 2063      | fast nur Evangelische                                                                                          |
| 1910 | 1847      | am 1. Dezember                                                                                                 |
| 1925 | 1732      | [ 6 ] |
| 1933 | 1637      | [ 6 ] |
| 1939 | 1530      | [ 6 ] |

| Jahr | Einwohner | Anmerkungen |
| ---- | --------- | ----------- |
| 2008 | 1316      |             |

### Religion
Die vor 1945 in Fürstenfelde anwesende Bevölkerung gehörte mit großer Mehrheit dem evangelischen Glaubensbekenntnis an.

## Gemeinde
Zur Landgemeinde (gmina wiejska) Boleszkowice gehören 9 Ortsteile (deutsche Namen, amtlich bis 1945) mit einem Schulzenamt (solectwo):
- Boleszkowice (Fürstenfelde)
- Chlewice (Klewitz)
- Chwarszczany (Quartschen)
- Gudzisz (Kutzdorf)
- Kaleńsko (Kalenzig)
- Namyślin (Neumühl)
- Porzecze (Hälse)
- Reczyce (Kutzdorfer Eisenhammer)
- Wysoka (Wittstock)

Weitere Ortschaften der Gemeinde sind Milicz, Wielopole, Wierutno (Vierruthen) und Wyszyna (Hochland).